# Sterigmostemum
Sterigmostemum, biljni rod iz porodice krstašica (Brassicaceae) raširen po Aziji (14 vrsta) od kojih jedna i u Europi (jugoiastočna europska Rusija; S. caspicum).
Rod je opisan 1819.

## Vrste
1. Sterigmostemum acanthocarpum (Fisch. & C.A.Mey.) Kuntze
2. Sterigmostemum anchonioides (Boiss.) D.A.German & Al-Shehbaz
3. Sterigmostemum billardierei (DC.) D.A.German; nekada u rodu Anchonium
4. Sterigmostemum caspicum (Lam.) Kuntze
5. Sterigmostemum eglandulosum (Botsch.) H.L.Yang
6. Sterigmostemum elichrysifolium (DC.) D.A.German & Al-Shehbaz; nekada u rodu Anchonium
7. Sterigmostemum incanum M.Bieb.
8. Sterigmostemum longistylum (Boiss.) Kuntze
9. Sterigmostemum matthioloides (Franch.) Botsch.
10. Sterigmostemum purpurascens (Boiss.) Kuntze
11. Sterigmostemum ramosissimum (O.E.Schulz) Rech.fil.
12. Sterigmostemum regeliorum Kamelin & D.A.German
13. Sterigmostemum schmakovii Kamelin & D.A.German
14. Sterigmostemum sulphureum (Banks & Sol.) Bornm.

## Sinonimi
- Sterigma DC.
- Arthrolobus Steven ex DC.
- Petiniotia J.Léonard
- Oreoloma Botsch.
- Zerdana Boiss.
- Anchonium DC.